# Euscepes postfasciatus
Espèce
Euscepes postfasciatus, le charançon antillais de la patate douce, est une espèce d'insectes coléoptères de la famille des Curculionidae, présente dans les régions tropicales et subtropicales du monde à l'exception de l'Afrique. Ce charançon est l'un des principaux insectes ravageurs de la patate douce (Ipomoea batatas) notamment dans les Caraïbes, dans les îles du Pacifique, dans certains pays d'Amérique du Sud et au Japon. Cette espèce attaque plusieurs espèces du genre Ipomoea, et en particulier, outre la patate douce, Ipomoea acuminata, Ipomoea nil et Ipomoea aquatica.
Les dégâts causés aux tubercules, sont similaires à ceux causés par Cylas formicarius, et peuvent entraîner des pertes importantes, même en cas d'infestations de faible niveau, car les tubercules attaqués produisent des furano-terpénoïdes qui les rendent impropres à la consommation.

## Distribution
L'aire de répartition originelle d’Euscepes postfasciatus s'étend en Amérique du Sud, dans les Caraïbes et dans les îles du Pacifique. On rencontre cette espèce notamment dans les pays et régions suivantes : Barbade, Bermudes, Brésil, Guyana, Îles Carolines, Suriname, Fidji, Océanie française, Guam , Hawaï, Jamaïque, Mariannes, Nouvelle-Calédonie, Nouvelle-Zélande, Pérou, Porto Rico, Saint-Domingue, Îles de la Société, Tonga, Trinité-et-Tobago, Îles Vierges.

## Synonymes
Selon Hawaii Agricultural Experiment Station :
- Cryptorhynchus postfasciatus Fairmaire, 1849,
- Cryptorhynchus batatae Waterhouse, 1850,
- Hyperomorpha squamosa Blackburn, 1885,
- Euscepes batatae (Waterhouse) Champion, 1905.